# Utashinai
Utashinai (歌志内市; -shi) é uma cidade japonesa localizada na província de Hokkaido.
Em 2003 a cidade tinha uma população estimada em 5 591 habitantes e uma densidade populacional de 99,86 h/km². Tem uma área total de 55,99 km².

Recebeu o estatuto de cidade a 1 de Julho de 1958.

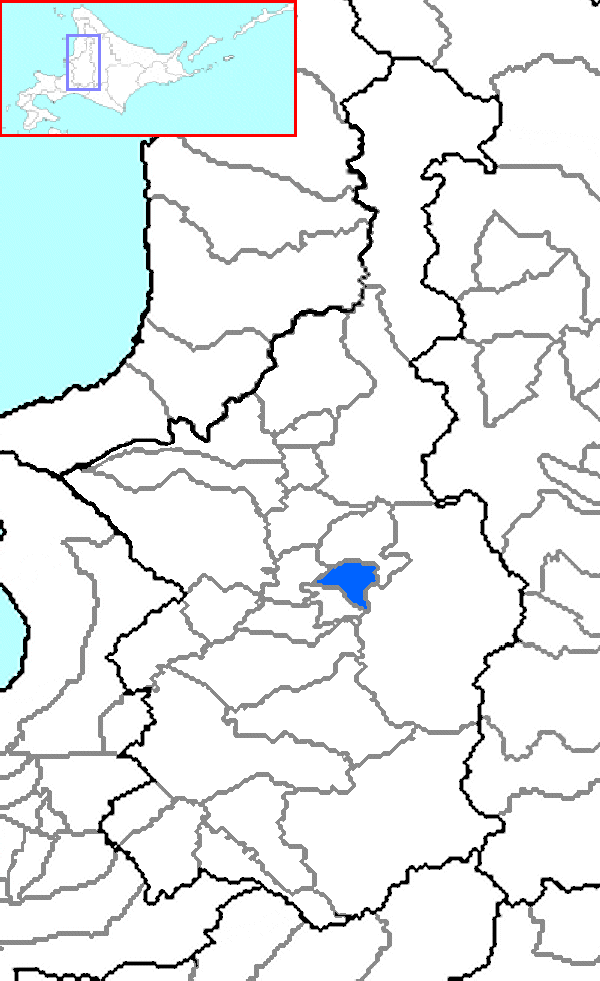